# بول إي. ميهل
بول إيفريت ميهل (3 يناير 1920- 14 فبراير 2003)، كان عالم نفس سريري أمريكي، فضلًا عن كونه أستاذًا في علم النفس بدرجة هاثاوي وريغنتس في جامعة مينيسوتا. تسلم ميهل رئاسة جمعية علم النفس الأمريكية أيضًا. تبوأ ميهل المرتبة الرابعة والسبعون ضمن استطلاع دورية ريفيو أوف جينرال سايكولوجي العلمية (2002) لأكثر علماء النفس الذي يُستشهد بهم في القرن العشرين، إذ تشارك هذه المرتبة مع إليانور جاي. جيبسون. قدم ميهل خلال مسيرته المهنية التي استمرت 60 عامًا مساهمات أساسيةً في مجال علم النفس، بما في ذلك مجموعةً من الدراسات التجريبية والإفادات النظرية حول الصلاحية البنيوية، فضلًا عن سببيات الفصام، والتقييم النفسي، والتنبؤ السلوكي، وفلسفة العلوم.

## فلسفة العلوم
أسس ميهل بالتعاون مع هربرت فيغل وويلفريد سيلارز مركز مينيسوتا لفلسفة العلوم، إذ اعتُبر شخصيةً بارزةً في مجال تطبيقات فلسفة العلوم على علم النفس. كان ميهل في بداية مسيرته المهنية مناصرًا لمفهوم الدحضية الذي وضعه كارل بوبر، لكنه غير آرائه فيما بعد ليصبح مناصرًا للبوبرية الحديثة.
تمكن ميهل من إضفاء الشرعية على الادعاءات العلمية المتعلقة بالعمليات النفسية التي لا يُمكن ملاحظتها، الأمر الذي يُعتبر واحدًا من أهم مساهماته في مجال منهجية البحث النفسي. هيمنت الإجرائية والسلوكية على علم النفس في النصف الأول من القرن العشرين، الأمر المذكور في كتاب بريدجمان منطق الفيزياء الحديثة، فإن توصل باحثين إلى تعريفين مختلفين من الناحية الإجرائية، يُنظر إلى هذين التعريفين على أنهما مفهومين مختلفين. لم يكن هناك ما يُسمى بـ «المعنى الفائض»، فإن امتلك باحثين مقاييسًا مختلفةً لـ «حُبسة التسمية» أو «الذكاء» مثلًا، يُنظر إلى مفاهيمهما على أنها مختلفة عن بعضها البعض. ركز علماء السلوك على قوانين التحفيز والاستجابة، وشككوا في التفسيرات «غير العلمية» المتعلقة بالعمليات النفسية التي لا يُمكن ملاحظتها. رفض السلوكيون والإجرائيون أي فكرة تقول بوجود شيء عام تحت مسمى «الذكاء» في رأس الشخص، الأمر الذي ينعكس في اختبارات ستانفورد-بينيت للذكاء أو اختبارات فيشلر. استطاع ميهل تغيير الوضع الراهن حينها من خلال نشره لورقتين بارزتين.
بيّن كل من ماككوردودايل وميهل الفروق بين «البنية الافتراضية» و«المتغير المتداخل». «يبدو أن هناك فارقًا في الحالة المنطقية بين التركيبات التي تتضمن افتراضًا لكيان أو عملية أو حدث لا يُمكن ملاحظته في حد ذاته، وبين البنى التي لا تشتمل على مثل هذا الافتراض». (ص 95-96) يُعرّف المتغير المتداخل ببساطة على أنه مجموعة رياضية من الإجراءات. إن تحدّث المرء عن «القيمة المتوقّعة» لمقامرة ما – احتمالية الفوز × حصيلة الفوز- فهذا ليس افتراضًا لأي عملية نفسية لا يُمكن ملاحظتها. تُعرّف القيمة المتوقّعة بأنها مجموعة رياضية من الأشياء التي يُمكن ملاحظتها. وفي المقابل، إن جرب المرء الإدلاء ببيانات حول «سحر» الانخراط في مقامرة ما، فالأمر «بناء افتراضي» إن لم يكن هذا السحر ملحوظًا أو إن لم يجري تناوله بشكل مثالي بواسطة مقياس إجرائي واحد. يُعتبر البناء الافتراضي بمثابة مصطلح نظري لا يُمكن ملاحظته ولا يُمكن اعتباره بمثابة دال مباشر على الأمور القابلة للملاحظة. استخدم ماككوردودايل وميهل بعض الأمثلة، مثل استجابة الهدف الاستباقية التي تحدث عنها هول (في الصفحة 100)، و«السمات الفيزيائية الحيوية» التي تكلم عنها ألبورت، و«الاحتياجات» التي ناقشها موراي. «تشتمل هذه التركيبات على مصطلحات غير قابلة للاختزال في مصطلحات تجريبية؛ فهي تشير إلى العمليات أو الكيانات التي لا يُمكن ملاحظتها بشكل مباشر (على الرغم من أنها لا تحتاج لأن تكون غير قابلة للملاحظة من حيث المبدأ). تنطوي مثل هذه التركيبات على «معنى فائض». وبالتالي، ينبغي على السلوكيين والإجرائيين الجيدين أن يكونوا مرتاحين للبيانات المتعلقة بالمتغيرات المتداخلة، لكن يجب عليهم أن يكونوا حذرين فيما يتعلق بالتركيبات الافتراضية.